# Ferry Corsten
Ferry Corsten (ur. 4 grudnia 1973 w Rotterdamie) – holenderski DJ i producent muzyczny, uważany za jednego z pionierów sceny trance.

## Życiorys

### Kariera
Ferry Corsten zaczął tworzyć muzykę w 1991 roku, produkując undergroundowe brzmienia, później kierując swoją uwagę w stronę house'u i trance'u. W 1996 roku, pod pseudonimem „Moonman”, wydał singel Don't Be Afraid oraz Galaxia. W 1997 roku wraz z Robertem Smitem i niemiecką firmą muzyczną „Purple Eye Entertainment” wydał płytę „Tsunami”. W 1999 roku, rozpoczynając solowy projekt „System F”, wydał utwór Out Of The Blue, który stał się hitem na klubowych parkietach. Rok później wielkim hitem okazała się interpretacja utworów Williama Orbita. Jesienią Corsten został wybrany „Producentem roku” na Ericsson Muzik Awards w Londynie. W 2001 roku wydano pierwszy album pod pseudonimem artystycznym „System F”, który zawierał utwory takie jak tytułowy Out Of The Blue, Cry, czy Exhale stworzony wspólnie z Arminem van Buurenem. Specjalnie z okazji festiwalu „Dance Valley 2001” skomponował utwór Dance Valley theme 2001.
W późniejszych latach Corsten zmienił styl komponowanych utworów, czego dowodem są albumy Right of Way oraz wydany przez „Flashover Recordings” L.E.F. Oba albumy zostały wydane pod prawdziwym nazwiskiem artysty, a najbardziej znane utwory to Punk, Rock Your Body Rock, Fire oraz Beautiful.

### Współpraca
Najbardziej znane, niesolowe projekty Corsten tworzył z Tiesto (Gouryella), Vincentem De Moorem (Veracocha), Robertem Smitem. Współpracował również ze znaną japońską piosenkarką Ayumi Hamasaki. Od 1999 do 2006 współtworzył z firmą Ministry of Sound serię „Trance Nation”, która sprzedawała się w milionowych nakładach.

### Występy w Polsce
- Summer City with Ferry Corsten
- Sunrise Festival 2007
- 7.06.2008 – Global Gathering – Tor Poznań
- 14.02.2009 – Trance Explosion – Hala Arena Poznań
- Sunrise Festival 2009
- 10.11.2009 – Mayday Massive Moments 2009 – Spodek Katowice
- 02.06.2010 – Festival 139 -Śmigno/k Tarnowa
- 02.05.2012 – Full on Ferry – Centrum Stocznia Gdańsk
- Sunrise Festival 2012
- 14.08.2013 – Electrocity 8
- 08.11.2014 – Mayday – 15 Years Full Senses 2014 – Spodek Katowice
- 18.02.2017 – Tranceformations2017 – Hala Stulecia Wrocław
- 09.12.2017 – Trance Xplosion Reborn – Ergo Arena Gdańsk
- 16.02.2019 – 21. Urodziny Klubu Ekwador Manieczki[potrzebny przypis]
- 27.04.2019 – Dreamstate Europe 2019 – Arena Gliwice
- 30.11.2019 – The Harbour of Heaven 2019 – Bydgoszcz[potrzebny przypis]
- 12.03.2022 – A State of Trance 1000 – Kraków[1]

## Dyskografia

### Albumy
- 1996 Looking Forward (jako Ferr)
- 2001 Out of the Blue (jako „System F”)
- 2002 The Very Best of Ferry Corsten (jako „System F”, „Moonman” oraz z Tiësto jako „Gouryella”)
- 2003 Together (jako „System F”)
- 2003 Right of Way
- 2004 Best (jako „System F”, „Cyber F” oraz z Tiësto jako „Gouryella”)
- 2005 Best of System F & Gouryella part one
- 2006 Best of System F & Gouryella part two
- 2006 L.E.F. (Loud, Electronic and Ferocious)
- 2008 Twice in a Blue Moon
- 2009 Twice in a Blue Moon Remixed
- 2012 WKND
- 2017 Blueprint
- 2018 Blueprint Remixed

### Kompilacje
- 1999 Early Works & Remix Projects
- 1999 Solar Serenades – Artist Profile Series 1
- 1999 Trance Nation 1 (mixed by System F – Ferry Corsten)
- 1999 Trance Nation 2 (mixed by System F – Ferry Corsten)
- 2000 Oslo Central
- 2000 Tsunami One (by Ferry Corsten & Robert Smit)
- 2000 Judge Jules presents Judgements Sundays (mixed by Ferry Corsten)
- 2000 Trance Match (System F vs. Amin van Buuren)
- 2000 Trance Nation Three (mixed by System F – Ferry Corsten)
- 2000 Trance Nation Four (mixed by System F – Ferry Corsten)
- 2001 Trancedome 1
- 2001 Live at Dance Valley
- 2001 Global Trance Missions 01
- 2001 Trance Nation 2001 (mixed by System F – Ferry Corsten)
- 2002 GlobalTrance Missions 02
- 2002 World Tour Tokyo
- 2002 Trance Nation 2002 (mixed by System F – Ferry Corsten)
- 2003 World Tour Washington
- 2003 Kontor Top of the Clubs 18 (cd2 Mixed by Ferry Corsten)
- 2003 Mixed Live
- 2004 Dance Valley 10 (A Decade of Dance)
- 2004 Infinite-Euphoria
- 2005 Passport – Kingdom of the Netherlands
- 2005 Creamfields 2005
- 2006 Mixmag
- 2007 Passport: United States of America
- 2008 Gatecrasher Sheffield – Ferry Corsten
- 2010 Once Upon A Night
- 2010 Once Upon A Night vol.2
- 2010 Once Upon A Night the Lost Tapes
- 2011 Full on Ferry: Ibiza
- 2012 Once Upon A Night vol.3
- 2013 Full on Ferry: Ibiza
- 2013 Once Upon A Night vol.4
- 2014 Full on Ferry: Ibiza

### Single
- 1991: Spirit of Adventure (jako Spirit of Adventure)
- 1992: Illustrator E.P. (jako The Tellurians)
- 1992: Sssshhhht RP (jako Zenithal)
- 1992: Zen (jako Mind to Mind)
- 1993: Schollevaar Feelings (jako S.O.A)
- 1994: Skip Da Dipp (jako Free Inside)
- 1994: Underground (jako Free Inside)
- 1994: Your Gun (jako Scum)
- 1994: Intruders EP (jako Sons of Aiens)
- 1994: Welcome to Dew. Lokh (jako Sons of Aiens)
- 1995: Never Felt (jako Free Inside)
- 1995: Dancing Sparks (jako A Jolly Good Fellow)
- 1995: Eyes in the Sky (jako Exiter)
- 1996: Killer Beats (jako A Jolly Good Fellow)
- 1996: My Bass (jakoA Jolly Good Fellow)
- 1996: Cyberia (jako Bypass)
- 1996: Legend (jako Ferr)
- 1996: Midnight Moods / NightTime Experience (jako Ferr)
- 1996: Don't Be Afraid (jako Moonman)
- 1996: Galaxia (jako Moonman)
- 1996: The Rising Sun (jako Raya Shaku)
- 1997: The World (jako Pulp Victim)
- 1997: Dreams Last for Long (jako Pulp Victim)
- 1997: I'm Losing Control (jako Pulp Victim)
- 1997: First Light (jako Moonman)
- 1997: Carpe Diem (jako Kinky Toys)
- 1997: Somewhere Out There (jako Kinky Toys)
- 1997: Stardust (jako Ferr)
- 1997: Hide & Seek (jako Firmly Underground)
- 1997: The Lizard (jako Exiter)
- 1997: Reach for the Sky (jako Albion)
- 1998: Air (jako Albion)
- 1999: Out of the Blue (jako System F)
- 1999: Mindsensations (jako Sidewinder)
- 1999: Don't Be Afraid '99 (jako Moonman)
- 2000: Cry (jako System F; oraz Robert Smit)
- 2000: Air 2000 (jako Albion)
- 2000: Unplugged, Mixed & Motion (jako System F; oraz Robert Smit)
- 2000: Dreams Last for Long (jako Digital Control)
- 2001: Dance Valley Theme 2001 (jako System F)
- 2001: My Dance (jako Funk Einsatz)
- 2001: Exhale (jako System F; oraz Armin van Buuren)
- 2001: Soul On Soul (jako System F; oraz Marc Almond)
- 2002: Needle Juice (jako System F)
- 2002: Punk – #29 UK
- 2002: In the Beginning (oraz Roger Goode)
- 2002: Solstice (jako System F)
- 2002: Moonlight
- 2003: Indigo
- 2003: Rock Your Body Rock
- 2003: Spaceman (jako System F)
- 2004: Believe the Punk (oraz Lange)
- 2004: Everything Goes
- 2004: It's Time
- 2004: Right of Way
- 2004: Sweet Sorrow
- 2004: Ignition, Sequence, Start! (jako System F)
- 2005: Holding On
- 2005: Reaching Your Soul (jako System F)
- 2005: Sublime
- 2005: Star Traveller
- 2006: Fire
- 2006: Whatever!
- 2006: Watch Out
- 2007: Insolation (jako System F)
- 2007: Beautiful
- 2007: Brain Box
- 2007: The Race
- 2008: Radio Crash
- 2008: Into the Dark
- 2009: Made of Love
- 2009: We Belong
- 2010: Minack (oraz Armin van Buuren)
- 2011: Feel It
- 2011: Check It Out
- 2011: Brute (oraz Armin van Buuren)
- 2011: The Blue Theme (jako System F; oraz Cosmic Gate)
- 2012: Ain't No Stoppin (oraz Ben Hague)
- 2012: Live Forever (gościnnie: Aruna)
- 2012: Loops & Tings (oraz Markus Schulz)
- 2012: One Thousand Suns (oraz Chicane)
- 2012: Not Coming Down (gościnnie: Betsie Larkin)
- 2012: Stella (oraz Markus Schulz)
- 2012: Silfra
- 2013: Kudawudashuda
- 2013: Love Will (oraz Duane Harden)
- 2013: Stars (oraz Betsie Larkin)
- 2013: Collision (oraz Bassjackers)
- 2013: One Thousand Suns (oraz Chicane; gościnnie: Christian Burns)
- 2013: Black Light
- 2013: F the Bull$h1t
- 2013: Magenta (oraz Giuseppe Ottaviani)
- 2013: Romper (oraz Markus Schulz jako New World Punx)
- 2013: Love Will (oraz Duane Harden)
- 2013: Diss!
- 2013: Many Ways
- 2014: Festival Crash
- 2014: Hyper Love (gościnnie: Nat Dunn)
- 2014: Torque (oraz Markus Schulz jako New World Punx)
- 2014: Pogo
- 2015: Back to Paradise (gościnnie: Haris)
- 2015: Make It Ours (gościnnie: Chris Jones)
- 2015: Beat As One (gościnnie: Angelika Vee)
- 2015: Tonka
- 2015: Memories (oraz Markus Schulz jako New World Punx; gościnnie: Cara Salimando)
- 2015: Reborn
- 2015: Angel Dust
- 2015: Find a Way
- 2015: Homeward
- 2015: Follow You
- 2015: Voema
- 2015: Not Alone (gościnnie: Temperheart)
- 2015: Heart's Beating Faster (gościnnie: Ethan Thompson)
- 2015: Bang (oraz Markus Schulz jako New World Punx)
- 2015: Anahera (jako Gouryella)
- 2016: Neba (jako Gouryella)
- 2016: Event Horizon (oraz Cosmic Gate)
- 2017: Drum's A Weapon
- 2017: Venera (Vee's Theme) (jako Gouryella)
- 2017: Waiting (gościnnie: Niels Geusebroek)
- 2017: Wherever You Are (gościnnie: Haliene)
- 2017: Trust
- 2017: Lonely Inside
- 2018: Something To Believe In (gościnnie: Eric Lumiere)
- 2018: Camellia (oraz Aly & Fila)
- 2018: A Slice Of Heaven (oraz Paul Oakenfold)
- 2018: Safe With Me (oraz Dim3nsion)
- 2018: Rosetta (oraz Jordan Suckley)
- 2018: I Love You (Won't Give It Up)
- 2018: Synchronicity (oraz Saad Ayub)
- 2018: We're Not Going Home (oraz Ilan Bluestone)
- 2019: Frefall (gościnnie: Newe)
- 2019: 1997 (oraz BT)
- 2019: Hear It Now (oraz Johnny B)

### Remiksy
- Apoptygma Berzerk – Kathy's Song (Come Lie Next to Me) (Ferry Corsten Remix)
- Art of Trance – Madagascar (Ferry Corsten Remix)
- Ayumi Hamasaki – A Song for XX (Ferry Corsten Chilled Mix)
- Ayumi Hamasaki – Connected (Ferry Corsten Remix)
- Ayumi Hamasaki – Whatever (Ferry Corsten Remix)
- BBE – Seven Days and One Week (Ferry Corsten Remix)
- Binary Finary – 1999 (Gouryella Remix)
- Blank & Jones – Flying to the Moon (Moonman Remix)
- Bobina – Invisible Touch (Ferry Corsten Remix)
- Cascade – Transcend (Moonman's Trancedental Flight Remix)
- Chiara – Nowhere to Run (Moonman Club Mix)
- Corderoy – Sweetest Dreams (Ferry Corsten Remix)
- Cosmic Gate – The Truth (Ferry Corsten Remix)
- Crywolf – Quantum Immortality (Ferry Corsten Remix)
- Cygnus X – The Orange Theme (Moonman's Orange Juice Mix)
- Dash Berlin feat. Kate Walsh – When You Were Around (Ferry Corsten Fix)
- Discodroids – Energy (Moonman Remix)
- DJ Philip – Heaven (Moonman Vocal Mix)
- E.F.O. – Now (Moonman's Flashover Mix)
- Elles De Graaf – Show You My World (Ferry Corsten Remix)
- Every Little Thing – For the Moment (Ferry Corsten Remix)
- Evoke – Arms of Loren (Ferry Corsten Remix)
- Faithless – Why Go (Ferry Corsten Remix)
- FB – Who's Knockin' (Feat. Edun) (Ferry Corsten Remix)
- Ferry Corsten & Ramin Djawadi – Prison Break Theme (Ferry Corsten's Breakout Mix)
- Fischerspooner – Never Win (Ferry Corsten Remix)
- Formologic – My X-Perience (Moonman Mix)
- Future Breeze – Smile (Ferry Corsten Remix)
- Gareth Emery feat. Janet Devlin – Lost (Ferry Corsten Remix)
- Generator, The – Where Are You Now (Moonman Remix)
- Kai Tracid – Conscious (Ferry Corsten Remix)
- Kamaya Painters – Endless Wave (Albion Remix)
- Kosheen – Catch (Ferry Corsten Remix)
- Libra Presents Taylor – Anomaly (Calling Your Name) (Ferry Corsten Remix)
- Love Child – Liberta (Moonman Remix)
- Luis Paris – Incantation (Ferry Corsten & Robert Smit Remix)
- Marc Et Claude – LA (Moonman's Flashover Mix)
- Marco Borsato – De Bestemming (Ferry Corsten Remix)
- Markus Schulz – Do You Dream? (Ferry Corsten Remix)
- Markus Schulz & Klauss Goulart feat. Paul Aiden – Fireworks (Ferry Corsten Remix)
- Matt Darey feat. Marcella Woods – Liberation (Fly Like An Angel) (Ferry Corsten Remix)
- Moby – Why Does My Heart Feel So Bad (Ferry Corsten Remix)
- Mother’s Pride – Learning to Fly (Moonman Remix)
- OceanLab – Clear Blue Water (Ferry Corsten Remix)
- OceanLab – Clear Blue Water (Ferry Corsten Radio Edit)
- PF Project feat. Ewan McGregor – Choose Life (Ferry Corsten Remix)
- Push – Universal Nation (Ferry Corsten Remix)
- Rafael Frost – Red (Ferry Corsten Remix)
- Rank 1 – Awakening (Ferry Corsten Remix)
- Ransom – My Dance (Ferry Corsten Remix)
- Snow Patrol – New York (Ferry Corsten Remix)
- Solange – Messages (Gouryella Remix)
- Stonebridge feat. Ultra Nate – Freak On (Ferry Corsten Remix)
- Sundance – Sundance (Moonman Remix)
- System F – Insolation (Ferry Corsten Flashover Remix)
- Tritonal – GAMMA GAMMA (Ferry Corsten Fix)
- Two Phunky People – DJ Killa! (Moonman Mix)
- U2 – New Year’s Day (Ferry Corsten Remix)
- Vincent De Moor – Orion City (Moonman's Drift Mix)
- William Orbit – Barber's Adagio for Strings (Ferry Corsten Remix)
- William Orbit – Ravel's Pavane Pour Une Infante Defunte (Ferry Corsten Remix)
- Yoji Biomehanika – A Theme from Banginglobe (System F remix)
- Markus Schulz & Klauss Goulart feat. Paul Aiden – Fireworks (Ferry Corsten Remix)

### Projekty wspólne
- Alter Native (z Robertem Smitem)
- Blade Racer (z Robertem Smitem)
- Discodroids (z Peterem Nijbornem)
- Double Dutch (z Robertem Smitem)
- Elektrika (z Robertem Smitem)
- Energiya (z Robertem Smitem)
- FB (z Bennym Benassi)
- Fernick (z Nickiem Kazemianem)
- Ferry Corsten & Robert Smit
- Gouryella (z DJ Tiësto)
- Mind To Mind (z Pietem Bervoetsem)
- New World Punx (z Markusem Schulzem)
- Nixieland (z Pietem Bervoetsem)
- Penetrator (z Pietem Bervoetsem)
- Project Aurora (z Lucienem Foortem i Ronem Matserem
- Roef (z Robertem Smitem)
- S.O.A (z Robertem Smitem i René de Ruyter)
- Scum (z Robertem Smitem)
- Selected Worx (z Robertem Smitem)
- Sons Of Aliens (z Robertem Smitem)
- Soundcheck (z Andre van den Bosch)
- Spirit Of Adventure (z Johnem Matze, René de Ruyter i Robertem Smitem)
- Starparty (z Robertem Smitem)
- Tellurians (z Johnem Matze, René de Ruyter i Robertem Smitem)
- Veracocha (z Vincentem De Moorem)
- Vimana (z Tiësto)

### Aliasy
- 4x4
- A Jolly Good Fellow
- Albion
- Bypass
- Cyber F
- Dance Therapy
- Delaquente
- Digital Control
- East West
- Eon
- Exiter
- Ferr
- Firmly Underground
- Free Inside
- Funk Einsatz
- Kinky Toys
- Moonman
- Party Cruiser
- Pulp Victim
- Ransom
- Raya Shaku
- Riptide
- Sidewinder
- Skywalker
- System F
- The Nutter
- Zenithal